# Sant Cugat del Vallès

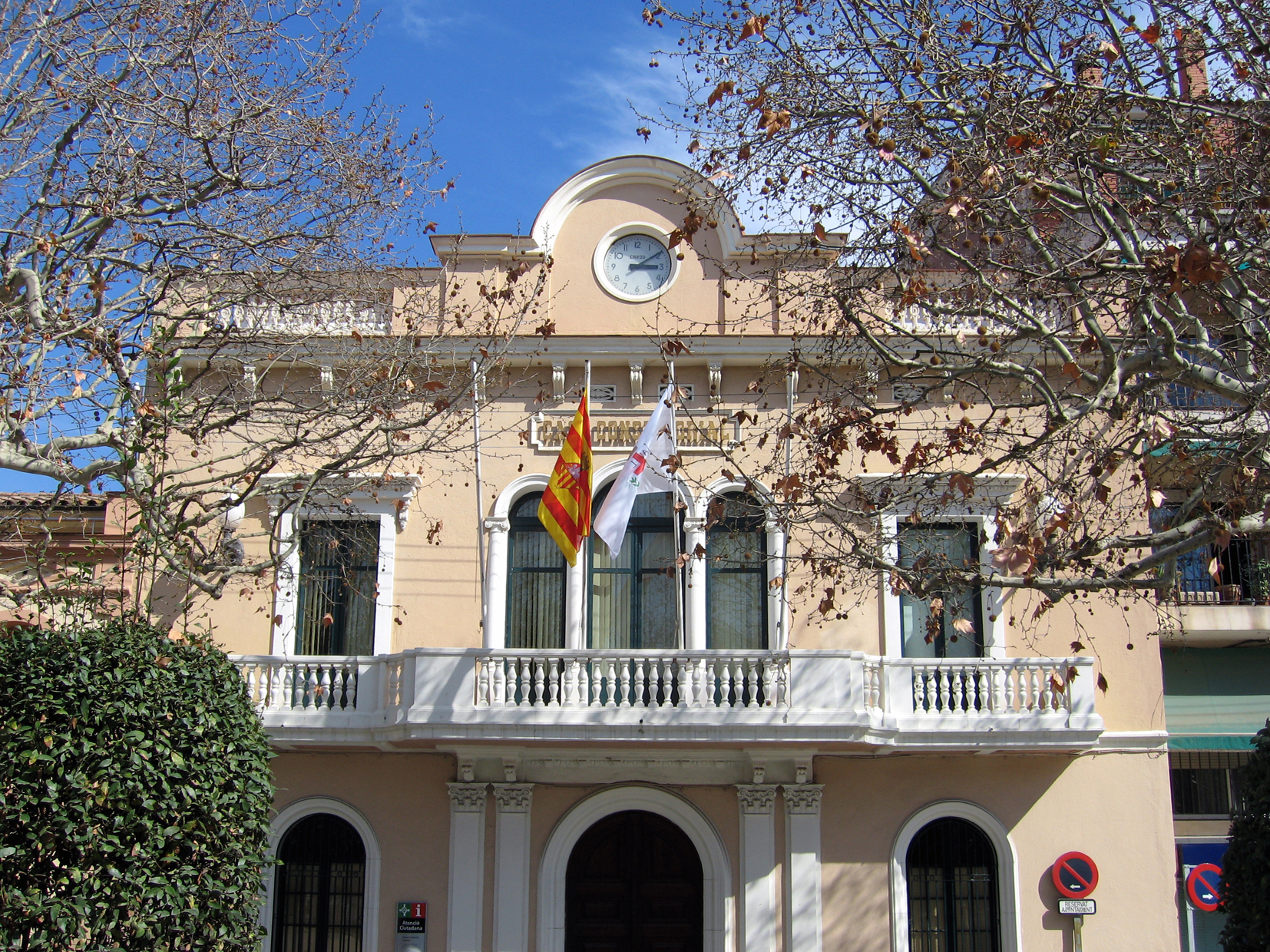
La mairie.

Sant Cugat del Vallès est une ville située dans la comarque du Vallès Occidental, province de Barcelone, Catalogne (Espagne).

## Géographie
Commune située dans l'aire métropolitaine de Barcelone à environ 20 km de Barcelone, entre la serra de Collserola et la Serra de Galliners.

## Histoire
Le monastère de Sant Cugat, ancienne abbaye bénédictine qui a donné son nom à la localité, fut fondé au XIe siècle sur les lieux du martyre de saint Cucufa, ou Cucufat, évêque de Barcelone sous Dioclétien en l'an 303 ; le cloître, avec ses 144 chapiteaux sculptés, a été construit à la fin du XIIe siècle par Arnau Cadell.

## Politique et administration

### Conseil municipal
La ville de Sant Cugat del Vallès comptait 95 725 habitants aux élections municipales du 28 mai 2023. Son conseil municipal (en espagnol : Pleno del Ayuntamiento) se compose donc de 25 élus.
Depuis les premières élections municipales démocratiques de 1979, la ville a été dirigée par les nationalistes de Convergence et Union (CiU) pendant huit mandatures sur onze.

### Maires
| Mandat    | Maire | Maire                                         | Parti        | Majorité |
| --------- | ----- | --------------------------------------------- | ------------ | -------- |
| 1979-1983 |       | Àngel Casas                                   | PSC          | 7 / 21   |
| 1983-1987 |       | Josep Oriol Nicolau                           | PSC          | 10 / 21  |
| 1987-1991 |       | Joan Aymerich (ca)                            | CDC          | 9 / 21   |
| 1991-1995 |       | Joan Aymerich (ca)                            | CDC          | 12 / 21  |
| 1995-1999 |       | Joan Aymerich (ca)                            | CDC          | 10 / 21  |
| 1999-2003 |       | Lluís Recoder (ca)                            | CDC          | 9 / 25   |
| 2003-2007 |       | Lluís Recoder (ca)                            | CDC          | 10 / 25  |
| 2007-2011 |       | Lluís Recoder (ca) Mercè Conesa (ca) (2010)   | CDC          | 14 / 25  |
| 2011-2015 |       | Mercè Conesa (ca)                             | CDC          | 15 / 25  |
| 2015-2019 |       | Mercè Conesa (ca) Carmela Fortuny (ca) (2018) | CDC / PDeCAT | 11 / 25  |
| 2019-2023 |       | Mireia Ingla i Mas                            | ERC          | 6 / 25   |
| 2023-2027 |       | Josep Maria Vallès                            | Junts        | 9 / 25   |

## Population et société

### Démographie
Sant Cugat del Vallès est peuplée de 90 664 habitants recensés en 2018 sur une superficie de 48,32 km2.

### Sports
- Club Voleibol Sant Cugat

## Culture locale et patrimoine

### Personnalités liées à la commune
- Antoni Campañà (1906-1989) : photojournaliste connu pour son travail durant la guerre d'Espagne, décédé à Sant Cugat del Vallès ;
- Ramon Barnils i Folguera (1940-2001) : journaliste et traducteur ayant vécu toute sa jeunesse à Sant Cugat del Vallès ;
- Carles Casajuana Palet (1954-) : écrivain et diplomate né à Sant Cugat del Vallès ;
- Carles Delclaux Is (1951-) : artiste textile ;
- Judith Colell (1968-) : réalisatrice, présidente de l'Académie du cinéma catalan, réside à Sant Cugat del Vallès[1] ;
- Tommy Robredo (1982-) : joueur de tennis habitant à Sant Cugat del Vallès ;
- Àlex Roca Campillo (1991-) : athlète atteint d'une paralysie cérébrale avec 76 % d'incapacité physique ;
- Rosalia Vila Tobella (1992-), chanteuse[2].